# Tornay (Haute-Marne)
Tornay é uma comuna francesa na região administrativa de Grande Leste, no departamento de Haute-Marne. Estende-se por uma área de 7,3 km². Em 2010 a comuna tinha 31 habitantes (densidade: 4,2 hab./km²).